# Cimolais
Cimolais é uma comuna italiana da região do Friuli-Venezia Giulia, província de Pordenone, com cerca de 465 habitantes. Estende-se por uma área de 101 km², tendo uma densidade populacional de 5 hab/km². Faz fronteira com Claut, Domegge di Cadore (BL), Erto e Casso, Forni di Sopra (UD), Perarolo di Cadore (BL), Pieve di Cadore (BL).

## Demografia
| Variação demográfica do município entre 1861 e 2011                               |
|                                                                                   |
| Fonte: Istituto Nazionale di Statistica (ISTAT) - Elaboração gráfica da Wikipedia |